# 西豊永村
西豊永村（にしとよながむら）は、高知県長岡郡にあった村。現在の大豊町の中部にあたる。

## 地理
- 山岳：黒滝山、野鹿池山
- 河川：吉野川

## 歴史
- 1889年（明治22年）4月1日 - 町村制の施行により、粟生村・梶ヶ内村・寺内村・西久保村・安野々村・川戸村・連火村・桃原村・船戸村・中屋村・庵谷村・黒石村・柳野村・大砂子村・永淵村・大窪村・奥大田村の区域をもって発足。
- 1896年（明治29年） - 大字粟生の一部（佐賀山・上東）を東豊永村に編入。
- 1899年（明治32年） - 東豊永村の一部（大字下ノ土居のうち中須・福井・牛飼野）を編入。
- 1955年（昭和30年）3月31日 - 東豊永村・大杉村・天坪村と合併して香美郡大豊村が発足。同日西豊永村廃止。

## 交通

### 鉄道路線
- 日本国有鉄道
  - 土讃線
    - 大田口駅

### 道路
- 国道32号